# هارون داوسون
هارون داوسون (بالإنجليزية: Aaron Dawson)‏ (24 مارس 1992 في المملكة المتحدة - ) هو لاعب كرة قدم بريطاني في مركز الدفاع. لعب مع نادي إكزتر سيتي ونادي توركي يونايتد ونادي فارنبوروه وهافانت أند ووترلوفيل وTruro City F.C. ‏ وTiverton Town F.C. ‏.

## وصلات خارجية
- هارون داوسون على موقع قاعدة بيانات كرة القدم.إي يو (الإنجليزية)
- هارون داوسون على موقع Soccerbase.com (لاعب) (الإنجليزية)
- هارون داوسون على موقع Soccerway.com (الإنجليزية)